# Tîrlivka
Tîrlivka (în ucraineană Тирлівка) este o comună în raionul Berșad, regiunea Vinnița, Ucraina, formată numai din satul de reședință.

## Demografie
Componența lingvistică a satului Tîrlivka
     Ucraineană (97,84%)
     Rusă (1,23%)
Conform recensământului din 2001, majoritatea populației satului Tîrlivka era vorbitoare de ucraineană (97,84%), existând în minoritate și vorbitori de rusă (1,23%).